# Jelle Wallays
Jelle Wallays (Roeselare, 11 mei 1989) is een Belgisch voormalig wielrenner. Voordien maakte hij deel uit van achtereenvolgens Topsport Vlaanderen-Baloise en Lotto-Soudal.

## Carrière
Wallays was een klassiek renner die zich voornamelijk toelegt op eendagswedstrijden in het voor- en najaar. Zijn specialiteit was het succesvol afronden van lange vluchten. Op 12 oktober 2014 behaalde Wallays met Parijs-Tours zijn tot dan grootste overwinning. Zo werd hij de eerste renner die erin slaagde om als belofte én als prof Parijs-Tours op zijn naam te schrijven. In 2015 won Wallays de zeventigste editie van de Vlaamse klassieker Dwars door Vlaanderen. In 2018 slaagde Wallays erin om als enige Belgische renner een rit te winnen in de Ronde van Spanje. In 2019 won hij voor de tweede maal in zijn carrière de elite editie van Parijs-Tours.
Zijn broer Jens was tussen 2015 en 2017 eveneens profwielrenner.  

## Palmares

### Overwinningen
2010
Grand Prix Criquielion
2012
Trofee Maarten Wynants
2013
1e etappe World Ports Classic
2014
Omloop van het Houtland
Parijs-Tours
2015
Dwars door Vlaanderen
Grand Prix Criquielion
Duo Normand
2016
Grand Prix Pino Cerami
2018
6e etappe Ronde van San Juan
18e etappe Ronde van Spanje
GP Raf Jonckheere
2019
Parijs-Tours

### Resultaten in voornaamste wedstrijden
| Jaar | Ronde van Italië | Ronde van Frankrijk | Ronde van Spanje |
| ---- | ---------------- | ------------------- | ---------------- |
| 2011 |                  |                     |                  |
| 2012 |                  |                     |                  |
| 2013 |                  |                     |                  |
| 2014 |                  |                     |                  |
| 2015 |                  |                     |                  |
| 2016 |                  |                     | 92e              |
| 2017 |                  |                     | 151e             |
| 2018 |                  |                     | 143e (1)         |
| 2019 |                  |                     | 144e             |
| 2020 |                  |                     |                  |
| 2021 |                  | 131e                |                  |
| 2022 |                  |                     |                  |
| 2023 |                  |                     |                  |

| Jaar | Gent-Wevelgem | Ronde van Vlaanderen | Parijs-Roubaix | Amstel Gold Race | Luik-Bast.‑Luik | Dwars door Vlaanderen | Parijs-Tours |  | Wereldranglijsten |
| ---- | ------------- | -------------------- | -------------- | ---------------- | --------------- | --------------------- | ------------ |  | ----------------- |
| 2011 | 77e           |                      |                |                  |                 | 63e                   | 29e          |  |                   |
| 2012 | 156e          | opgave               |                | 114e             | opgave          | 12e                   |              |  |                   |
| 2013 |               |                      |                |                  |                 |                       | 72e          |  |                   |
| 2014 |               | opgave               | 70e            |                  |                 | 54e                   | ↑            |  |                   |
| 2015 | 37e           | 106e                 | opgave         |                  |                 | ↑                     | 41e          |  |                   |
| 2016 |               | opgave               | opgave         |                  |                 | 37e                   | 151e         |  |                   |
| 2017 | 84e           |                      | 23e            |                  |                 | 29e                   |              |  | 271e (UWT)        |
| 2018 | 41e           | 82e                  | 14e            |                  |                 | 82e                   | 12e          |  | 158e (UWT)        |
| 2019 |               |                      |                |                  |                 |                       | ↑            |  | 355e (UWR)        |
| 2020 |               |                      |                |                  |                 |                       |              |  |                   |
| 2021 | opgave        | 68e                  |                |                  |                 | 49e                   |              |  |                   |
| 2022 | 95e           | opgave               |                |                  |                 | opgave                | 52e          |  |                   |
| 2023 | opgave        |                      | 93e            | opgave           |                 |                       |              |  |                   |

## Ploegen
- 2010 –  Topsport Vlaanderen-Mercator (stagiair vanaf 1-8)
- 2011 –  Topsport Vlaanderen-Mercator
- 2012 –  Topsport Vlaanderen-Mercator
- 2013 –  Topsport Vlaanderen-Baloise
- 2014 –  Topsport Vlaanderen-Baloise
- 2015 –  Topsport Vlaanderen-Baloise
- 2016 –  Lotto Soudal
- 2017 –  Lotto Soudal
- 2018 –  Lotto Soudal
- 2019 –  Lotto Soudal
- 2020 –  Lotto Soudal
- 2021 –  Cofidis
- 2022 –  Cofidis
- 2023 –  Cofidis

Armée · Baugnies · Boeckmans · Coenen · De Gendt · De Ketele · Jacobs · G.Joseph · S.Joseph · Lodewyck · Mertens · Neirynck · Neyens · Steurs · Van Hecke · Van Staeyen · Van Vooren · Vanmarcke · Vandewalle · Vanspeybrouck · Jodts (stagiair) · Serry (stagiair) · Wallays (stagiair)
Armée · Baugnies · Boeckmans · Coenen · Cornu · De Ketele · De Vreese · Jacobs · Jodts · G.Joseph · S.Joseph · Mertens · Neirynck · Salomein · Serry · Steurs · Van Hecke · Van Staeyen · Van Vooren · Vanspeybrouck · Wallays · Waeytens (stagiair) 
Armée · Cornu · De Jonghe · De Ketele · De Vreese · Declercq · Jacobs · Jodts · Lietaer · Mertens · Neirynck · Salomein · Serry · Van Asbroeck · Van Hecke · Van Hoecke · Van Staeyen · Van Vooren · Vanoverberghe · Vandousselaere · Vanspeybrouck · Waeytens · Wallays
Armée · Cornu · De Buyst · De Jonghe · De Ketele · De Vreese · Declercq · Helven · Jacobs · Lampaert · Lietaer · Mertens · Neirynck · Salomein · Sprengers · Van Asbroeck · Van Hecke · Van Hoecke · Van Staeyen · Vanbilsen · Vandousselaere · Vanoverberghe · Vanspeybrouck · Waeytens · Wallays
Campenaerts · De Pauw · De Buyst · De Jonghe · De Ketele · Declercq · Helven · Jacobs · Lampaert · Lietaer · Rickaert · Salomein · Sprengers · Steels · Theuns · Van Asbroeck · Van Hecke · Van Hoecke · Vanoverberghe · Van Staeyen · Vanbilsen · Vanspeybrouck · Vergaerde · Waeytens ·  Wallays
Campenaerts · Capiot · De Ketele · De Pauw · De Tier · Declercq · Helven · Jacobs · Lietaer · Naesen · Rickaert · Salomein · Sprengers · Steels · Theuns · Van Hecke · Van Hoecke · Van Lerberghe · Van Meirhaeghe · Vanoverberghe · Vanspeybrouck · Vergaerde · Jel.Wallays · Jen.Wallays
Armée · Bak · Benoot · Boeckmans · Broeckx · De Buyst · De Bie · De Clercq · De Gendt · Debusschere · Dockx · Frison · Gallopin · Greipel · Hansen · Henderson · Ligthart · Marczyński · Monfort · Roelandts · Sieberg · Valls · Van der Sande · Vanendert · Vervaeke · Wallays · Wellens · Deltombe (stagiair) · Goolaerts (stagiair) · Shaw (stagiair)
Armée · Bak · Benoot · Boeckmans · De Bie · De Buyst · De Clercq · De Gendt · Debusschere · Frison · Gallopin · Greipel · Hansen · Hofland · Maes · Marczyński · Mertz · Monfort · Roelandts · Shaw · Sieberg · Valls · Van der Sande · Vanendert · Vervaeke · Wallays · Wellens · Wouters · Leysen (stagiair) · Planckaert (stagiair) · Van Gompel (stagiair)
Armée · Bak · Benoot · Campenaerts     · De Buyst · De Gendt · Debusschere · Frison · Greipel · Hansen · Hofland · Keukeleire · Lambrecht · Maes · Marczyński · Mertz · Monfort · Naesen · Shaw · Sieberg · Van der Sande · Vanendert · Wallays · Wellens · Wouters
Armée · Benoot · Blythe · Campenaerts   · De Buyst · De Gendt · Dewulf · Ewan · Frison · Hagen · Hansen · Iversen · Keukeleire · Kluge · Lambrecht · Maes · Marczyński · Mertz · Monfort · Naesen · Thijssen · Van der Sande · van Goethem · Van Moer · Vanendert · Vanhoucke · Wallays · Wellens · Wouters
Armée · Cras · De Buyst · De Gendt · Degenkolb · Dewulf · Dibben · Ewan · Frison · Gilbert · Goossens · Hagen · Hansen · Holmes · Iversen · Kluge · Maes · Marczyński · Mertz · Oldani · Thijssen · Van der Sande · Van Goethem · Van Moer · Vanhoucke · Vermeersch (vanaf 1 juni) · Wallays · Wellens
Allegaert · Barceló · Berhane · Bohli · Carvalho · Champion · Consonni · Drucker · Edet · Fernández · Finé · Geschke · Haas · Jesús Herrada · José Herrada · Lafay · Laporte · Martin · Morin · Perez · Périchon · Rochas · Sabatini · Sajnok · Vanbilsen · A. Viviani · E. Viviani · Wallays · Toumire (stagiair) · Zingle (stagiair) · Lebreton (stagiair)
Allegaert · Armée · Bidard · Bohli · Carvalho · Champion · Cimolai · Consonni · Coquard · Delettre · Fernández · Finé · Geschke · Jesús Herrada · José Herrada · Izagirre · Kreder · Lafay · Martin · Perez · Périchon · Renard · Rochas · Sajnok · Thomas · Toumire · Vanbilsen · Villella · Wallays · Walscheid · Zingle · Kolze Changizi (stagiair) · Lecamus-Lambert (stagiair) · Wood (stagiair)
Allegaert · Bidard · Carvalho · Champion · Cimolai · Consonni · Coquard · Delettre · Fernández · Finé · Geschke · Jesús Herrada · José Herrada · Izagirre · Kreder · Lafay · Lastra · Mariault · Martin · Noppe · Perez · Périchon · Renard · Rochas · Thomas · Toumire · Wallays · Walscheid · Wood · Zingle · Gudnitz (stagiair) · Knight (stagiair) · Larmet (stagiair)